# 박현빈 (2003년)
박현빈(博賢賓, 2003년 5월 19일 ~ )은 대한민국의 축구 선수로, 포지션은 미드필더이다. 현재 K리그1 인천 유나이티드 FC 소속이다.

## 참고 자료
- '뼈정우 제자' 박현빈은 헌신으로 팀을 돕는다.